# Памятник А. С. Пушкину (Йошкар-Ола)
Памятник А. С. Пушкину — памятник русскому поэту, драматургу и прозаику Александру Сергеевичу Пушкину. Расположен в Йошкар-Оле, в сквере имени Пушкина. Открыт 5 июля 1980 года. Является объектом культурного наследия Российской Федерации регионального значения, охраняется государством.

## История создания
История появления памятника А. С. Пушкину в Йошкар-Оле неразрывно связана с историей образования одноимённой улицы и сквера. Современная улица Пушкина начала формироваться ещё в XIX веке и была известна как Рождественский переулок. В начале XX века Рождественский переулок был переименован в Пушкинскую улицу. В тот период она начиналась от реки Малой Кокшаги и заканчивалась перекрёстком с Новопокровской улицей (сейчас — улица Советская). В 1930—1940-е годы стало активно происходить формирование новой планировочной структуры города и Пушкинскую улицу продлили до улицы Палантая, а к концу 1940-х годов переименовали в улицу Пушкина. В начале 1950-х годов улицу Пушкина предлагалось продлить до улицы Ворошилова (сейчас — улица Машиностроителей), но от этой идеи отказались — улица была продлена только до улицы Первомайской, а в конце улицы Пушкина был запроектирован жилой дом (ул. Пушкина, д. 44, введен в эксплуатацию в 1963 году) и сквер.
Проектирование сквера имени Пушкина было поручено архитектору Илье Семёновичу Аввакумову. По задумке архитектора, в центре сквера должен был быть установлен памятник А. С. Пушкину, но вместо памятника в 1966 году в сквере был установлен бетонный бюст поэта работы скульптора В. И. Иванова по проекту скульптора Екатерины Фёдоровны Белашовой.
Позже, из-за плохого состояния бюста, по инициативе Йошкар-Олинского горисполкома было принято решение заменить бюст на полноценный бронзовый памятник. Перед этим, председатель Йошкар-олинского горисполкома Евгений Иванович Зотов был с визитом в Звёздном городке, где увидел бюст Ю. А. Гагарина работы московского скульптора Бориса Ивановича Дюжева, который ему так понравился, что новый памятник А. С. Пушкину было решено заказать у Б. И. Дюжева. Предпосылкой такого решения стал также тот факт, что в то время у скульпторов Марийской АССР отсутствовала возможность отливки памятников из бронзы, а также в связи со сложной процедурой согласования и получения разрешения на установку новых скульптур.
Вместе с тем, у скульптора Б. И. Дюжева уже была в наличии готовая интерьерная скульптура А. С. Пушкина  — копия мраморного памятника Пушкину, изготовленного для презентации советской экспозиции на Международной книжной выставке в Париже в 1977 году, а также имелись все необходимые разрешения. Кроме того, в 1979 году аналогичная скульптура уже была установлена в городе Елец Липецкой области. Для Йошкар-Олы скульптором была изготовлена литейная форма и отлит готовый бронзовый памятник, который в итоге был установлен в сквере имени Пушкина, цельный гранитный постамент для памятника был заказан из Карелии.
Памятник был установлен 5 июня 1980 года, в преддверии дня рождения поэта и торжественно открыт ровно через месяц, 5 июля 1980 года в Дни советской литературы в Марийской АССР.

## Описание
Памятник Александру Сергеевичу Пушкину представляет собой полноростовую фигуру великого классика. Правой рукой он опирается на каннелированную колонну ионического ордера, левая рука отведена в сторону, голова слегка наклонена, словно поэт читает свои стихи или размышляет над новым произведением.

## Характеристика
Бронзовая скульптура А. С. Пушкина расположена на цельном гранитном постаменте, который в свою очередь расположен на ступенчатом стилобате. В верхней части главного фасада постамента надпись — А. С. Пушкин из литых бронзовых букв.
Общая высота памятника вместе с постаментом и стилобатом — 458 см. Высота скульптуры А. С. Пушкина — 185 см, высота постамента — 227 см. Постамент представляет собой цельный гранитный отполированный камень, с сечением в плане 91 x 91 см. Постамент установлен на распластанный двухступенчатый стилобат, облицованный полированными гранитными плитами, высотой 46 см и размерами в плане 292 x 304 см (верхний) и 509 x 505 см (нижний). Подлинный монолитный железобетонный фундамент, ростверк в габаритах стилобата.
Памятник располагается в глубине сквера, в зоне многоэтажной капитальной жилой застройки, на пересечении пешеходных дорожек и замыкает перспективу с улицы Пушкина, что обеспечивает хорошее восприятие памятника. Территория вокруг памятника благоустроена и озеленена цветниками, высокорастущими деревьями и кустарниками.
Небольшой размер скульптуры А. С. Пушкина объясняется тем, что памятник является копией интерьерной скульптуры А. С. Пушкина, предназначенной для установки в помещении, а не на общественном пространстве. Как следствие, некоторыми специалистами отмечается непропорциональность скульптуры в объемно-пространственном решении сквера и окружающих строений.

## Охранный статус
Объект культурного наследия Российской Федерации регионального значения, охраняется государством.

## Комментарии
1. ↑  Бюст работы скульптора В. И. Иванова по проекту Е. Ф. Белашовой, установленный в 1966 году, до настоящего времени не сохранился.